# Dominique Strauss-Kahn
Dominique Strauss-Kahn (pronunciació [dɔminik stʁos kan]), (Neuilly-sur-Seine, França, 25 d'abril de 1949), sovint referit a com DSK, és un economista, advocat, i polític francès, membre del Partit Socialista (PS). Fou triat com el nou director del Fons Monetari Internacional el 28 de setembre de 2007 amb el suport de Nicolas Sarkozy. El 15 de maig de 2011 deixà el càrrec, ja que fou imputat per un presumpte delicte d'agressió sexual.
Strauss-Kahn fou ministre d'Economia, Finances i Indústria de 1997 fins al 1999 com a part del govern de centreesquerra de la "Gauche plurielle" de Lionel Jospin a ran de les eleccions legislatives franceses de 1997. Pertany a l'ala centreesquerra del PS i buscà la nominació en el primàries a la candidatura presidencial socialista per a l'elecció de 2007, però fou derrotat per Ségolène Royal el novembre del 2006.
El 14 de maig de 2011, Strauss-Kahn fou arrestat a Nova York en ser acusat d'agressió sexual. S'ha especulat àmpliament sobre la nominació de Strauss-Kahn per a l'elecció de president de la República francesa per al PS el 2012; els sondejos el declaraven favorit entre els militants d'aquest partit.

## Orígens i educació
Dominique Strauss-Kahn naixia el 25 d'abril de 1949 en un suburbi ric de París, Neuilly-sur-Seine, a França. Passà part de la infantesa a Agadir, Marroc, d'on marxà després del terratrèmol de 1960 per anar-se'n a Mònaco. La seva família és d'origen jueu mixt sefardita i asquenazita. Dominique Strauss-Kahn està casat amb la periodista francesa d'origen americà Anne Sinclair.
Assistí a l'institut al Lycée Carnot. Es graduava a l'HEC Paris el 1971 i al Sciences-Po el 1972. Suspengué l'examen d'ingrés a École nationale d'administration, però obtingué un grau en dret públic, així com un doctorat (Ph.D) i un agrégation en economia (1977) a la Université Paris X (Nanterre).

## Carrera acadèmica
El 1977, Strauss-Kahn es convertí en professor, ensenyant a la Universitat de Nancy-II (1977-1980), la Universitat de Nanterre (després de 1981) i l'école nationale d'administration (ENA). És professor titular de macroeconomia i microeconomia al Sciences-Po.
El 1971, treballava al Centre de recherche sur l'épargne (centre de recerca en estalvis) al costat de Paul Hermelin, que anys després (1991) es convertí en el seu cap de personal al Ministeri d'Indústria, i Denis Kessler, futur vicepresident de la unió dels empresaris de MEDEF. El 1982, Kessler es convertí en el seu professor ajudant a Nanterre, i escrivien conjuntament L'Épargne et la Retraite ("estalvis i jubilació") aquell mateix any. Tornà a Sciences Po per ensenyar el curs introductori d'economia de 2000 a 2007.

## Carrera política
Strauss-Kahn fou primer un activista membre del Union des Etudiants Communistes (UEC, Unió d'estudiants comunistes),
abans d'unir-se als anys 1970 al Centre d'études, de recherches et d'éducation socialiste dirigit per Jean-Pierre Chevènement futur candidat presidencial a les eleccions presidencials franceses de 2002. Allà, conegué el futur primer ministre Lionel Jospin (PS).
Després de l'elecció presidencial de François Mitterrand (PS) el 1981, decidí quedar-se fora de govern. Estava implicaten el Partit Socialista (PS), liderat per Lionel Jospin, i fundà Socialisme et judaïsme (Socialisme i judaisme). El següent any fou assignat al Commissariat au plan (Comissió de Planificació) com commissaire-adjoint.
Fou diputat electe per primer cop a les eleccions legislatives franceses de 1986 pel departament d'Alta Savoia, i a les eleccions legislatives franceses de 1988 pel departament de Val-d'Oise. Es convertia en president del Comitè de Finances de l'Assemblea Nacional francesa, on intercanvià dures paraules amb el ministre de finances Pierre Bérégovoy (PS).

### Ministre d'Indústria (1991-1993)
El 1991 era nomenat per Mitterrand ministre d'Indústria i comerç exterior al govern socialdemòcrata d'Édith Cresson. Mantingué la seva posició en el govern de Pierre Bérégovoy fins a les eleccions legislatives franceses de 1993.
Després de la derrota electoral de 1993, Strauss-Kahn fou assignat per l'anterior primer ministre Michel Rocard president del groupe des experts du PS ("Grup d'Experts del Partit Socialista"), creat per Claude Allègre. El mateix any, fundava l'empresa de consultoria jurídica "DSK Consultants" i treballà com a advocat.
El 1994, Raymond Lévy, llavors director de Renault, el convidava a unir el Cercle de l'Industrie, un lobby industrial francès a la Regió de Brussel·les-Capital, on coneixia l'home de negocis de milionari Vincent Bolloré i el primer director Louis Schweitzer; Strauss-Kahn feu de secretari general i més tard de vicepresident. Aquesta activitat de lobbista li feu guanyar fama de crític dels moviments anti-globalització.
El juny de 1995, fou escollit alcalde de Sarcelles i es casà amb Anne Sinclair, una coneguda periodista televisiva que treballava per al canal privat TF1 i conductora del programa de caràcter polític Sept sur Sept. Deixà de presentar aquest espectacle després de la nominació de Strauss-Kahn com a ministre d'Economia i Finances el 1997 per evitar conflicte d'interessos, mentre que Strauss-Kahn mateix cediria el seu lloc com a alcalde a François Pupponi per evitar responsabilitats dobles.

### Ministre d'Economia, Finances i Indústria (1997-1999)
El 1997, el primer ministre Lionel Jospin (PS) nomenava Strauss-Kahn com a Ministre d'Economia, Finances i Indústria, fent-lo un dels ministres més influents en el seu govern «Gauche plurielle».
Encara que era en teoria contrari al programa electoral del Partit Socialista, implementà un programa de privatització ampli, que incloïa entre altres l'OPV de France Télécom; també implementava algunes polítiques de desregulació en el sector de recerca i desenvolupament. L'economia francesa aconseguia una actuació excel·lent durant el seu mandat: el PIB augmentava, mentre que l'atur i el deute públic disminuïen (creació de 300.000 llocs de treball el 1998, un nivell no vist des de 1969). Això ajudava a reforçar la seva popularitat i aconseguia guanyar el suport d'anteriors seguidors de Lionel Jospin i Michel Rocard, fent-lo el líder del grup reformista Socialisme et démocratie. Strauss-Kahn ha estat originalment de la reducció de setmana laboral de 35 hores, una mesura implementada per Martine Aubry, Ministre per a Polítiques Socials.
El 1998 es convertia en un dels líders del Partit Socialista per a les eleccions regionals a la regió d'Illa de França (París i suburbis), que era guanyada pel PS. Però com que Strauss-Kahn es negava a intercanviar el seu ministeri pel lideratge executiu de l'Ile-de-France, Jean-paul Huchon esdevingué el president del consell regional.
El 1999, fou acusat de corrupció en dos escàndols financers relacionats amb Elf Aquitaine i el MNEF, una mútua d'estudiants que comercialitzava assegurances de salut, i dimití de la seva oficina ministerial per combatre aquestes acusacions, d'acord amb la "Doctrina Balladur." Fou canviat per Christian Sautter. el novembre de 2001 resultà absolt i fou reelegit en una elecció al Val-d'Oise.
Com a ministre d'Economia i Finances, Strauss-Kahn reeixi a disminuir l'IVA a un 5,5% per a treballs de renovació en construcció, donant suport així a aquesta activitat. Alhora, disminuïa el dèficit pressupostari, que era més d'un 3% del PIB sota el govern de centreesquerra d'Alain Juppé (1995-97). Així preparava l'entrada de França a la zona euro.
Strauss-Kahn reeixi a combinar seguidors de Jospin i Rocard en el mateix moviment polític, Socialisme et démocratie, però fracassava a fer-ne més que una xarxa informal.

### A l'oposició
Després de l'èxit en les eleccions presidencials franceses de 2002 de Jacques Chirac de la UMP, Strauss-Kahn fou reelegit diputat el 16 de juny de 2002, en la 8a circumscripció de la Val-d'Oise. Primer declinà participar en el nou lideratge del PS, llavors en l'oposició, en el congrés de 2003 del partit. Però uní el lideratge del partit una altra vegada al final de 2004, i fou el responsable global per conduir el programa Socialista per a l'elecció presidencial de 2007, junt amb Martine Aubry i Jack Lang. Durant la reunió d'estiu de 2005, anunciava que seria un candidat per les eleccions primàries del Partit Socialista per a l'elecció presidencial.
Alhora, Strauss-Kahn cofundava el think tank «À gauche en Europe» (A l'Esquerra a Europa) junt amb Michel Rocard. Presidí conjuntament amb Jean-Christophe Cambadélis sobre el Socialisme et démocratie del PS.
Strauss-Kahn fou un dels primers polítics francesos a entrar a la blogosfera; el seu bloc es convertia en un dels més visitats, junt amb el bloc de Juppé durant la seva estada a Quebec.
Strauss-Kahn llavors feu campanya pel "Sí" al Referèndum sobre la Constitució Europea. Més d'un 54% dels ciutadans francesos s'hi oposaren, espatllant la posició de Strauss-Kahn dins del PS, mentre que era reforçat Laurent Fabius, membre de l'ala esquerra que havia fet campanya pel "No".

### Gerent de l'FMI

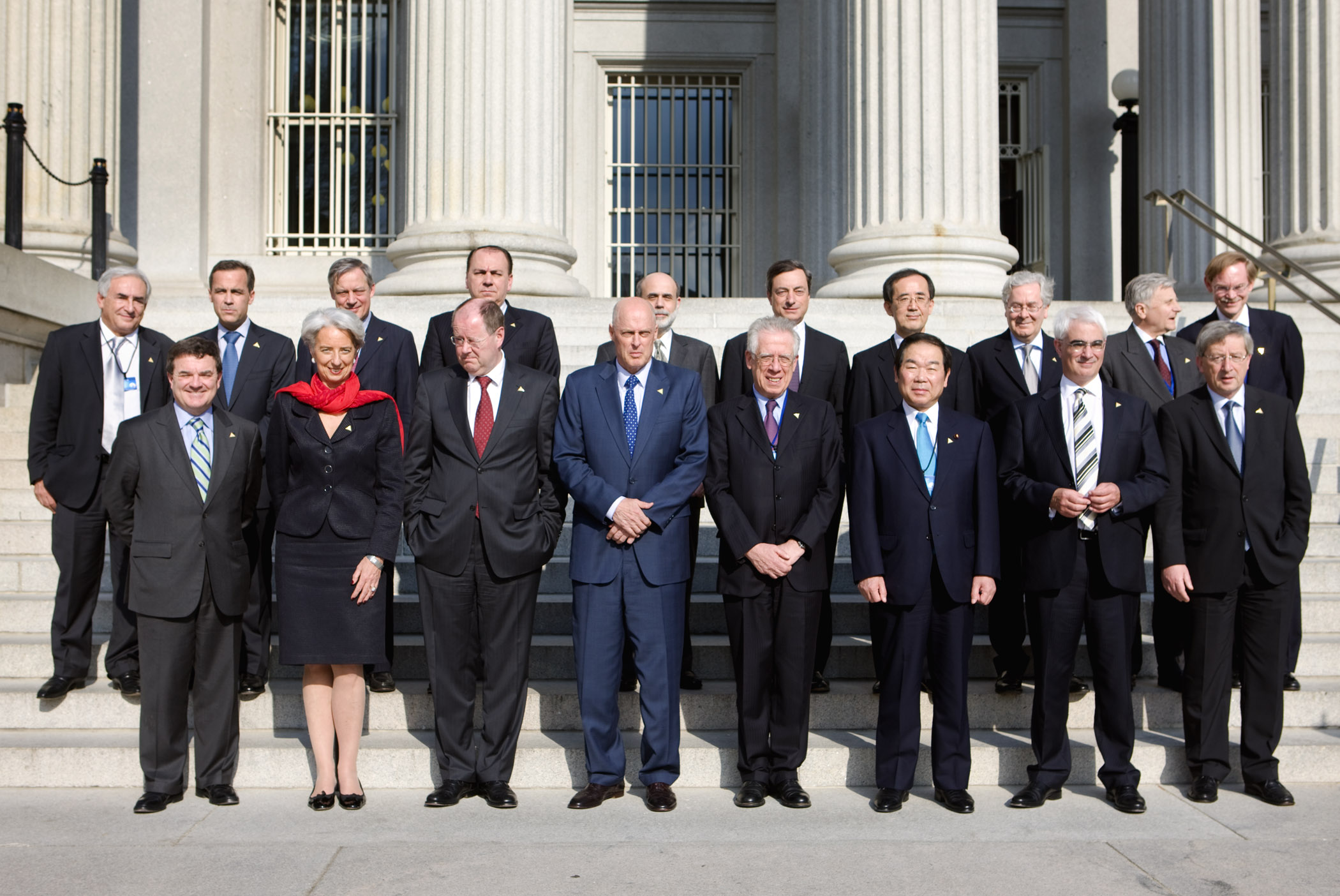
DSK (primer per l'esquerra fila posterior) en una reunió del G7 com a director del FMI (2007)

Strauss-Kahn buscava la nominació per a la candidatura socialista en l'elecció presidencial de 2007. Els seus rivals eren l'anterior primer ministre Laurent Fabius i Ségolène Royal president de la regió de Poitou-Charentes. Strauss-Kahn acabava segon, darrere Royal. El 13 d'abril de 2007, Strauss-Kahn feu una crida per a un "front anti-Sarkozy" entre les dues rondes de la propera elecció presidencial. Després de la derrota de Ségolène Royal, Strauss-Kahn criticà l'estratègia del PS i el seu president, François Hollande. Junt amb Fabius, llavors dimití de la direcció nacional del partit el juny de 2007.
El 10 de juliol de 2007 es convertia en el candidat europeu de consens per ser el cap del Fons Monetari Internacional, amb el suport personal del President Nicolas Sarkozy (membre del partit dretà Unió per a un Moviment Popular). L'anterior primer ministre polonès Marek Belka retirà la seva candidatura enfront de l'oposició de la majoria de països europeus. Alguns crítics al·legaven que Sarkozy proposava Strauss-Kahn com gerent del FMI per privar el Partit Socialista d'una de les seves figures més populars.
Strauss-Kahn esdevingué el candidat principal a la cursa per convertir-se en Gerent del FMI, amb el suport dels 27 membres de la Unió Europea, els Estats Units, Xina i la majoria d'Àfrica. El 28 de setembre de 2007, els 24 directors executius del Fons Monetari Internacional el seleccionaven com el nou executiu en cap. Strauss-Kahn reemplaçà l'espanyol Rodrigo Rato.
El 30 de setembre de 2007, Dominique Strauss-Kahn fou formalment nomenat el nou cap del Fons Monetari Internacional (FMI). L'altre candidat era el txec Josef Tošovský, un candidat de darrera hora proposat per Rússia. Strauss-Kahn deia: 
«estic decidit a prosseguir sense retard amb les reformes necessàries perquè el FMI faci servei d'estabilitat financera a la comunitat internacional, mentre promou el creixement i l'ocupació».

## Delictes sexuals i arrest a Nova York
El 14 de maig de 2011, Strauss-Kahn fou arrestat quan es trobava embarcat en un vol d'Air France moments abans d'envolar-se, com a part d'una investigació d'una presumpta agressió sexual, intent de violació i retenció il·legal d'una cambrera d'hotel del «Sofitel New York» on s'havia allotjat unes hores abans. El portaveu del departament de policia de Nova York Brian Sessa afirmà que Strauss-Kahn probablement s'acusaria l'endemà després de ser retingut a la nit en un recinte de la policia. Un portaveu de policia digué que se l'acusarà d'"un acte sexual criminal, intent de violació, i retenció il·legal". El seu advocat deia que es declararà no culpable. Forçat per l'escàndol Stauss-Kahn dimití del càrrec de director gerent de l'FMI succeint-lo interinament John Lipsky El judici fou liquidat més tard amb la paga d'una indemnització per part de Strauss-Kahn per una suma no rebel·lada.
En el passat Strauss-Kahn estigué implicat en un escàndol a l'FMI sobre el seu afer amb una economista subordinada.
prèviament també havia estat acusat el 2002 de buscar agressivament gratificació sexual de la periodista i escriptora francesa, Tristane Banon.

El 18 de desembre de 2013, el Tribunal d'Apel·lació de Douai, nord de França, confirma el judici de Strauss-Kahn pel cas Carlton. Gairebé la totalitat dels catorze imputats en aquest cas ho estan pel presumpte delicte de "proxenetisme agreujat" (penat amb fins a deu anys de presó) per organitzar festes sexuals amb prostitutes tant a França com a l'estranger.
Strauss-Kahn afronta diverses acusacions per delicte sexual que el podrien portar a judici durant el 2015.

## Obres
- La Flamme et la Cendre, Grasset, 2002 (ISBN 2-01-279122-0)
- Lettre ouverte aux enfants d'Europe, Grasset, 2004 (ISBN 2-246-68251-7)
- Inflation et partage des surplus; le cas des ménages. Cujas, 1975. (avec la coll. d'André Babeau, et André Masson).
- Économie de la famille et accumulation patrimoniale. Cujas. 1977.
- La Richesse des Français- Epargne, Plus-value/Héritage. (avec la coll. d'André Babeau). Paris: PUF, 1977. Collection «L'économiste» dirigée par Pierre Tabatoni. Enquête sur la fortune des Français.
- Pierre Bérégovoy: une volonté de réforme au service de l'économie 1984-1993. Cheff, 2000. (avec la coll. de Christian Sautter)
- Pour l'égalité réelle: Eléments pour un réformisme radical, Note de la Fondation Jean Jaurès 2004
- DVD pour le Oui à la constitution, 2005
- 365 jours, journal contre le renoncement, Grasset 2006